# Leon Detela
Leon Detela, slovenski biolog, * 12. december 1902, Jelšane, † 14. november 1982, Ljubljana.

## Življenje in delo
Ljudsko šolo je obiskoval v Buzetu in Ljubljani, kjer je hodil tudi na realko in 1919 maturiral. Tri leta je študiral biologijo v Ljubljani, 4. leto v Zagrebu in 1924 diplomiral na ljubljanski Filozofski fakulteti. V letih 1929−1944 je kot gimnazijski profesor poučeval v Ljubljani in Mariboru. Leta 1944 je bil zaradi sodelovanja z OF zaprt in poslan v Dachau. Po vrnitvi iz koncentracijskega tabaorišča Dachau se je zaposlil v Ljubljani, sprva na gimnaziji, nato pa na Pedagoški akademiji (1949-1965). Napisal je poljudnoznanstveno delo Usvajanje neživega sveta, sam ali v soavtorstvu več učbenikov ter prevedel nekaj knjig. Detela ima veliko zaslug za uveljavitev slovenske botanične terminologije.